# Bradypterus brunneus
Bradypterus brunneus (лат.) — вид воробьиных птиц из семейства сверчковых. Подвидов не выделяют.

## Распространение
Эндемики Мадагаскара, обитают в лесах восточной части острова.

## Описание
Длина тела 15 см. Крошечная рыжевато-коричневая камышовка с короткими крыльями и очень длинным, сильно градуированным хвостом из шести перьев. Верх и бока головы тёмно-коричневые с узкой бледно-коричневой «бровью» над глазом. Верхняя сторона тела и верх крыльев тёмно-красновато-коричневые. Середина горла охристо-белая, низ оранжево-коричневый. Радужные оболочки тёмно-коричневые, клюв птицы чёрно-коричневый, а ноги розоватые. Самцы и самки выглядят одинаково. Молодые особи полностью тёмно-жёлто-коричневые, с зазубренным хвостом.

## Биология
Питаются мелкими насекомыми. В кладке 2 яйца.